# Youri Lavrov
Youri Lavrov is een personage uit de Vlaamse soap Thuis. Youri maakte in 2010 deel uit van de serie en werd gespeeld door Lucas Tavernier.

## Biografie
Youri duikt voor het eerst op als de vriend van Eddy Van Notegem, als vrachtwagenchauffeur. Hij doet een voorstel aan hem. Hij moet trouwen met zijn nichtje Jelena Leshi. Ze moeten een schijnhuwelijk op poten zetten. Eddy krijgt hiervoor een aanzienlijke geldsom in de plaats. Nancy werkt tegen maar geeft uiteindelijk toch toe. Later loopt het verkeerd als blijkt dat Eddy zijn handen niet kan thuishouden.
Youri gaat op zoek naar een oplossing. Hij laat haar voor prostituee spelen. Jelena vindt uiteindelijk Waldek Kozinsky, die intussen gescheiden is van Rosa Verbeeck. Ze trouwen, maar Youri vertrouwt het niet helemaal. Hij denkt dat ze echt verliefd zijn. Toch beweert Waldek dat hij met het geld terug naar Polen wil verhuizen. Uiteindelijk worden ze toch verliefd. Waldek koopt haar vrij, maar Youri wil Waldek vermoorden opdat Jelena als weduwe nog méér geld zou kunnen opnemen als ze opnieuw trouwt. Waldek en Jelena duiken onder. Samen met Selcan - zijn compagnon - verzet hij hemel en aarde om hen terug te vinden. Wanneer dat niet lukt, gijzelt hij Rosa om zo Waldek te lokken. Het lukt. Maar dan verschijnt Jelena opeens en probeert Waldek vrij te krijgen. Youri knalt haar neer, om enkele ogenblikken later zelf neergeschoten te worden door Waldek. Hierna werd Youri opgepakt door de politie.